# Svitankove, Prîlukî
Svitankove (în ucraineană Світанкове) este un sat în comuna Jovtneve din raionul Prîlukî, regiunea Cernihiv, Ucraina.

## Demografie
Componența lingvistică a localității Svitankove
     Ucraineană (98,39%)
     Rusă (1,61%)
Conform recensământului din 2001, majoritatea populației localității Svitankove era vorbitoare de ucraineană (98,39%), existând în minoritate și vorbitori de rusă (1,61%).